# Loxostege immerens
Loxostege immerens là một loài bướm đêm trong họ Crambidae.